# وی. بی. راجندرا پراساد
وی. بی. راجندرا پراساد (انگلیسی: V. B. Rajendra Prasad; ۴ نوامبر ۱۹۳۲ – ۱۲ ژانویهٔ ۲۰۱۵) تهیه‌کننده فیلم و کارگردان فیلم اهل هند بود.

## فیلم‌شناسی

### کارگردان
- اس.پی. بهایانکار (۱۹۸۴)
- پسر دوست‌داشتنی (۱۹۷۹)
- بی‌قرار (۱۹۸۳)
- بایروان شمشیردار (۱۹۷۹)